# Bergman, California
Pentru alte utilizări ale numelui, vedeți Bergman (dezambiguizare)
Bergman este numele unei foste localități din comitatul Riverside, California.   Fosta localitate (în engleză ghost town)  Bergman se afla la aproximativ 5 km (sau 3 mile) de Aguanga. 
Oficiul poștal din Bergman a funcționat între 1894 și 1899.  În anul 1901, oficiul a fost mutat în Aguanga.  The name honored Jacob Bergman, driver for the Butterfield Overland Stage.